# کن اسکوپسکی
کن اسکوپسکی (انگلیسی: Ken Skupski؛ زادهٔ ۹ آوریل ۱۹۸۳) تنیس‌باز بازنشسته اهل بریتانیا است.